# 降矢祥博
降矢 祥博（ふるや よしひろ、1949年2月16日 - 2019年3月5日）は、日本の実業家。凸版印刷株式会社相談役・元取締役副社長。東洋インキSCホールディングス株式会社元監査役。

## 人物
岐阜県出身。1973年、上智大学法学部卒業。同年4月、凸版印刷株式会社に入社。その後、同社取締役、常務取締役、専務取締役等を歴任。2014年、同社取締役副社長に就任。2017年、同社取締役副社長から退任し、同社相談役に就任。
2014年より、東洋インキSCホールディングス株式会社監査役を務め、2018年、同社監査役から退任。2019年3月5日死去。70歳没。

## 略歴
- 1973年、上智大学法学部卒業後、同年4月、凸版印刷株式会社入社
- 2004年、同社取締役
- 2007年、同社常務取締役
- 2010年、同社専務取締役
- 2014年、同社取締役副社長
- 2017年、同社相談役